# Kazincbarcika–Rudolftelep-vasútvonal
A Kazincbarcika-Rudolftelep vasútvonal a MÁV 95a menetrendi számú megszüntetett vasúti mellékvonala Borsod-Abaúj-Zemplén megyében. Személyszállítás soha nem folyt rajta, mivel a vonalat a Rudolftelepi szénbánya iparvasútjaként építették meg, ezért kizárólag teherszállításra használták. A vonal Kazincbarcikától Szuhakálló-ig a 95-ös vonal része, ahol kiágazik egy vágányon, ahonnan kb. 100 méternyi szakasz maradt meg, egészen a vasúti átjáróig. A többi vágányszakaszt 1994-ben felszedték. A rendszeres forgalom 1993-ban szűnt meg, miután többé nem volt indokolt a vasúti teherforgalom. Ma a vasútvonal nyomvonala csak Szuhakálló határáig járható be.[forrás?]